# SILVER LINK.
주식회사 SILVER LINK.(실버 링크, 일본어: 株式会社SILVER LINK. 가부시키가이샤 시루바 린쿠[*])는 일본의 애니메이션 제작 기업이다.

## 역사
2007년 12월, 프론트라인에서 제작 본부장, 《프리즘 아크》 등의 제작 프로듀서를 맡은 카네코 하야토가 프론트라인으로부터 분사의 형태로 독립해 설립했다. 설립 당초에는 작화 하청을 중심으로 활동하고 있었다.
2009년에 방송된 《타유타마》로 원청 제작에 나서고 2010년에 방송된 《바보와 시험과 소환수》에서는 제작위원회에 처음 출자했다. 당초에는 작화, 채색 부문뿐이였지만 2015년부터는 배경, CG, 촬영 부문을 설립. 2017년부터 일부 작품에서 본격적으로 가동을 시작했다. 제작 작품의 편집은 카타다 유스케 또는 츠포네 켄타로가 담당하고 있다.
2012년 4월, 본사를 도쿄도 무사시노시 나카정 1초메 20번 2호 후지와시티고프 2층에서 나카쵸 1초메 7번 5호 제2 중앙 빌딩 2층으로 이전. 동시에 자회사로서 '주식회사 CONNECT'(커넥트)를 설립. 동사와의 공동 제작 외에도 2018년부터 2019년에 걸쳐 발매된 《스트라이크 더 블러드》 3기에서는 CONNECT 주체로 원청 제작을 실시했다.
2016년부터 제작 데스크를 '치프 매니저', 설정 제작을 '설정 매니저', 제작 진행을 '제작 매니저'라고 부르게 되었다. 같은 해 2월 1일에 주식회사 BEEP를 흡수합병해, 동사의 해외 사업을 계승해 SILVER LINK. 해외부를 설립했다. 덧붙어 BEEP의 명칭은 해외부의 브랜드로서 합병 후에도 일부 작품으로 크레딧 되고 있다.
2020년 7월 17일, SILVER LINK.를 존속회사로서 당사 유일의 자회사인 CONNECT를 흡수 합병하는 것으로 관보에 공고. 이로 인해 CONNECT는 해산된다. 덧붙여 'CONNECT'의 명칭 자체는 SILVER LINK.(신)의 일부문의 명칭으로서 그대로 남아 있다.
같은 해 8월 3일, 아사히 방송 그룹 홀딩스 주식회사가 SILVER LINK.의 전체 주식을 취득하는 주식 양도 계약을 체결했다고 발표했다. 취득가액은 2억 5000만엔이며, CONNECT를 흡수 합병한 SILVER LINK.(구)로부터 애니메이션 제작 사업을 신설 분할한 신설회사 주식회사 SILVER LINK.(신)를 2020년 10월 1일자로 설립(동시에 구회사의 상호를 주식회사 SILVER LINK. 자산관리로 변경)함과 동시에, 아사히 방송 그룹 홀딩스를 인수처로 하는 제3자 할당 증자를 실시하여 신회사는 아사히 방송 그룹 홀딩스의 완전 자회사가 된다. 덧붙여 구회사는 2020년 7월 17일의 결산 공고 에서 2497만엔의 최종 손실을 나타냈다.

## 작품

### TV 애니메이션
| 제작년도            | 제목                                                                             | 비고                       |
| ------------------- | -------------------------------------------------------------------------------- | -------------------------- |
| 2009년              | 타유타마                                                                         |                            |
| 2010년              | 바보와 시험과 소환수                                                             |                            |
| 2011년              | 바보와 시험과 소환수 이!                                                         |                            |
| 2011년              | 시큐브                                                                           |                            |
| 2012년              | 황혼소녀×암네지아                                                                |                            |
| 2012년              | 하트 커넥트                                                                      |                            |
| 2012년              | 치토세 겟츄!                                                                     |                            |
| 2012년              | 오빠지만 사랑만 있으면 상관없잖아?                                               |                            |
| 2013년              | Fate/kaleid liner 프리즈마☆이리야                                                |                            |
| 2013년              | 내가 인기 없는건 아무리 생각해도 너희들이 나빠!                                  |                            |
| 2013년              | 스트라이크 더 블러드                                                             | 공동 제작: CONNECT         |
| 2013년              | 논논비요리                                                                       |                            |
| 2014년              | 농림                                                                             |                            |
| 2014년              | 단칸방의 침략자!?                                                                |                            |
| 2014년              | Fate/kaleid liner 프리즈마☆이리야 쯔바이                                         |                            |
| 2014년              | 걸 프렌드(베타)                                                                  |                            |
| 2015년              | 유리쿠마 아라시                                                                  |                            |
| 2015년              | 카오스 드래곤 적룡전역                                                           | 공동 제작: CONNECT         |
| 2015년              | Fate/kaleid liner 프리즈마☆이리야 쯔바이 헤르츠                                  |                            |
| 2015년              | 논논비요리 리피트                                                                |                            |
| 2015년              | 대 마도학원 35시험소대                                                           |                            |
| 2015년              | 내가 아가씨 학교에 '서민 샘플'로 납치당한 사건                                   |                            |
| 2015년              | 낙제 기사의 영웅담                                                               | 공동 제작: Nexus           |
| 2016년              | 언해피♪                                                                          |                            |
| 2016년              | 타나카 군은 항상 나른해                                                          |                            |
| 2016년              | Ange Vierge                                                                      |                            |
| 2016년              | Fate/kaleid liner 프리즈마☆이리야 드라이                                         |                            |
| 2016년              | 브레이브 위치스                                                                  |                            |
| 2016년              | 스텔라의 마법                                                                    |                            |
| 2017년              | 마사무네의 리벤지                                                                |                            |
| 2017년              | CHAOS;CHILD                                                                      |                            |
| 2017년              | 무장소녀 마키아벨리즘                                                            | 공동 제작: CONNECT         |
| 2017년              | 이세계 식당                                                                      |                            |
| 2017년              | 배틀걸 하이스쿨                                                                  |                            |
| 2017년              | 여동생만 있으면 돼.                                                              |                            |
| 2017년              | 츠우카아                                                                         | 설립 10주년 기념 작품      |
| 2018년              | 별 셋 컬러즈                                                                     |                            |
| 2018년              | 데스마치에서 시작되는 이세계 광상곡                                              | 공동 제작: CONNECT         |
| 2018년              | Butlers ~천년백년 이야기~                                                        |                            |
| 2018년              | 스노하라장의 관리인씨                                                            |                            |
| 2019년              | 서클릿 프린세스                                                                  |                            |
| 2019년              | 현자의 손자                                                                      |                            |
| 2019년              | 음란한 아오는 공부를 할 수 없어                                                  |                            |
| 2019년              | 나카노히토 게놈 【실황중】                                                       |                            |
| 2020년              | 아픈 건 싫으니까 방어력에 올인하려고 합니다                                      |                            |
| 2020년              | 여성향 게임의 파멸 플래그밖에 없는 악역 영애로 환생해버렸다…                     |                            |
| 2020년              | 마왕학원의 부적합자 ~사상 최강의 마왕인 시조, 전생해서 자손들의 학교에 다니다~   |                            |
| 2020년              | 너와 나의 최후의 전장, 혹은 세계가 시작되는 성전                                 |                            |
| 2021년              | 논논비요리 논스톱                                                                |                            |
| 2021년              | 여성향 게임의 파멸 플래그밖에 없는 악역 영애로 환생해버렸다… X                   |                            |
| 2021년              | 미궁 블랙 컴퍼니                                                                 |                            |
| 2021년              | 쟈히님은 기죽지 않아!                                                            |                            |
| 2021년              | 세계 최고의 암살자, 이세계 귀족으로 전생하다                                     | 공동 제작: 스튜디오 팔레트 |
| 2021년              | Deep Insanity THE LOST CHILD                                                     |                            |
| 2022년              | 사상 최강의 대마왕, 마을 사람 A로 전생하다                                       | 공동 제작: BLADE           |
| 2022년              | 그래도 아유무는 다가온다                                                         |                            |
| 2022년              | 최근 고용한 메이드가 수상하다                                                    | 공동 제작: BLADE           |
| 2023년              | 마왕학원의 부적합자 Ⅱ ~사상 최강의 마왕인 시조, 전생해서 자손들의 학교에 다니다~ |                            |
| 2023년              | 아픈 건 싫으니까 방어력에 올인하려고 합니다 2                                    |                            |
| 2023년              | 마사무네의 리벤지 R                                                              |                            |
| 2023년              | Lv1 마왕과 원룸 용사                                                             | 공동 제작: BLADE           |
| 2023년              | 라그나 크림슨                                                                    |                            |
| 2023년              | 티어문 제국 이야기 ~단두대에서 시작하는 황녀님의 전생 역전 스토리~               |                            |
| 2024년              | 도산코 갸루는 참말로 귀여워                                                      | 공동 제작: BLADE           |
| 2024년              | 사사키와 피짱                                                                    |                            |
| 2024년              | 요자쿠라 일가의 대작전                                                           |                            |
| 2024년              | 너와 나의 최후의 전장, 혹은 세계가 시작되는 성전 seoson II                       |                            |
| 2025년              |                                                                                  |                            |
| 프린세션 오케스트라 |                                                                                  |                            |
| 못난이에게 꽃다발을 |                                                                                  |                            |

### 극장 애니메이션
| 제작년도 | 제목                                                                |
| -------- | ------------------------------------------------------------------- |
| 2017년   | 극장판 Fate/kaleid liner 프리즈마☆이리야: 설하의 맹세               |
| 2018년   | 극장판 논논비요리: 베케이션                                         |
| 2021년   | 극장판 Fate/kaleid liner 프리즈마☆이리야 Licht 이름없는 소녀        |
| 2023년   | 극장판 여성향 게임의 파멸 플래그밖에 없는 악역 영애로 환생해버렸다… |

### OVA
| 제작년도 | 제목                                                       | 비고               |
| -------- | ---------------------------------------------------------- | ------------------ |
| 2011년   | 바보와 시험과 소환수 ~축제~                                |                    |
| 2012년   | 소녀는 언니를 사랑하고 있다 두 사람의 엘더                 |                    |
| 2013년   | 키라☆키라 5th Anniversary Live Anime KICK START GENERATION |                    |
| 2014년   | 스트라이크 위치스 Operation Victory Arrow                  |                    |
| 2014년   | 최후의 나라의 아리스                                       | 공동 제작: CONNECT |
| 2015년   | 스트라이크 더 블러드                                       | 공동 제작: CONNECT |
| 2016년   | 스트라이크 더 블러드 II                                    | 공동 제작: CONNECT |
| 2019년   | Fate/kaleid liner Prisma☆Illya 프리즈마☆판타지움           |                    |

### Web 애니메이션
| 제작년도 | 제목                     | 비고               |
| -------- | ------------------------ | ------------------ |
| 2012년   | 오늘의 아스카 쇼         |                    |
| 2014년   | Bonjour♪ 사랑맛 파티스리 | 공동 제작: CONNECT |

### 비디오 게임
- CLOSERS (2015년, 애니메이션 PV)

### CONNECT 제작 작품

#### TV 애니메이션(CONNECT)
| 제작년도 | 제목                                           | 비고                    |
| -------- | ---------------------------------------------- | ----------------------- |
| 2013년   | 스트라이크 더 블러드                           | 공동 제작: SILVER LINK. |
| 2015년   | 카오스 드래곤 적룡전역                         | 공동 제작: SILVER LINK. |
| 2017년   | 무장소녀 마키아벨리즘                          | 공동 제작: SILVER LINK. |
| 2018년   | 데스마치에서 시작되는 이세계 광상곡            | 공동 제작: SILVER LINK. |
| 2019년   | 센류소녀                                       |                         |
| 2019년   | 나를 좋아하는 건 너뿐이냐                      |                         |
| 2021년   | 마법과고교의 우등생                            |                         |
| 2022년   | 슬로우 루프                                    |                         |
| 2023년   | 아야카시 트라이앵글                            |                         |
| 2024년   | 원치 않는 불사의 모험가                        |                         |
| 2024년   | 성우 라디오의 속사정                           |                         |
| 2025년   | 기절 용사와 암살 공주                          |                         |
| 2026년   | 반에서 두 번째로 귀여운 여자애와 친구가 되었다 |                         |

#### OVA(CONNECT)
| 제작년도 | 제목                       | 비고                    |
| -------- | -------------------------- | ----------------------- |
| 2014년   | 최후의 나라의 아리스       | 공동 제작: SILVER LINK. |
| 2015년   | 스트라이크 더 블러드       | 공동 제작: SILVER LINK. |
| 2016년   | 스트라이크 더 블러드 II    | 공동 제작: SILVER LINK. |
| 2018년   | 스트라이크 더 블러드 III   |                         |
| 2020년   | 스트라이크 더 블러드 IV    |                         |
| 2022년   | 스트라이크 더 블러드 FINAL |                         |

#### Web 애니메이션(CONNECT)
| 제작년도 | 제목                     | 비고                    |
| -------- | ------------------------ | ----------------------- |
| 2014년   | Bonjour♪ 사랑맛 파티스리 | 공동 제작: SILVER LINK. |

## 같이 보기
- 샤프트 (기업)